# Federico Fernández
Federico Fernández (Tres Algarrobos, 21 de febrero de 1989) es un exfutbolista argentino. Jugaba de defensor central  y su último equipo fue Estudiantes de La Plata, de la Primera División de Argentina.

## Trayectoria

### Clubes

#### Estudiantes de La Plata
Fernández comenzó su carrera profesional en Estudiantes de La Plata, donde debutó en 2008. En su primera temporada, jugó un total de 18 partidos en el club argentino, marcando 2 goles y asentándose en el equipo. 
En la temporada 2009-10, Fernández jugó 17 partidos y anotó 1 gol. Además, estuvo en el plantel que disputó la final de la Copa Mundial de Clubes de la FIFA 2009 en Abu Dabi, que fue derrotado 2-1 por el F. C. Barcelona en tiempo suplementario.
En la temporada 2010-11, se consagró definitivamente como un central de jerarquía y llegó a jugar un total de 44 partidos, convirtiendo 3 goles.

#### S. S. C. Napoli
El 1 de julio de 2011 se confirma su traspaso al S. S. C. Napoli de la Serie A italiana, por una cantidad de unos 3 300 000 euros. Fede jugaría esa temporada 16 partidos en la liga con el conjunto napolitano y 19 en total, ganando la Copa Italia. Además debutó en la Liga de Campeones, jugando 2 partidos y sorprendentemente anotando 2 goles, ambos en la derrota por 3-2 ante el FC Bayern de Múnich en el Allianz Arena. De cara a la temporada 2012-2013, se tanteó su posible fichaje por el Real Madrid, para reforzar su defensa, pero todo quedó en nada. Fede jugaría 2 partidos de Liga, aunque fue el titular indiscutible en la UEFA.

#### Getafe C. F.
El 30 de enero de 2013 fue cedido por el S. S. C. Napoli al conjunto español del Getafe C. F., hasta final de temporada, sin opción de recompra.  Su debut con el conjunto getafense se produjo el 9 de febrero en la derrota por 6-1 ante el F. C. Barcelona, saltando al césped en la segunda mitad. Su primer gol con el conjunto azulón llegó la semana posterior en la victoria por 3-1 ante el R. C. Celta. En el conjunto getafense disputó 14 partidos y marcó un gol.

#### S. S. C. Napoli
Vuelto de la cesión, fue utilizado por el nuevo entrenador del Napoli, Rafa Benítez, en la defensa titular. El 3 de mayo de 2014 ganó su segunda Copa Italia con el conjunto napolitano.

#### Reino Unido
El 20 de agosto del mismo año fue transferido al Swansea City por 10 millones de euros, firmando un contrato de cuatro años. Jugó cuatro temporadas con los cisnes, y en todas como titular habitual.
El 9 de agosto de 2018, tras el descenso del Swansea City al Championship, se hizo oficial su fichaje por el Newcastle United, a cambio de 6 millones de libras, para las siguientes cuatro  temporadas.

#### Regreso a España
El 1 de septiembre de 2022 volvió a España después de fichar por el Elche C. F. El 26 de diciembre se anunció que Fernández había rescindido su contrato.

#### Catar
En febrero de 2023, se compromete con el Al-Duhail de la Liga de fútbol de Catar.

#### Regreso a Argentina
El 17 de agosto de 2023 regresó a Estudiantes de La Plata en condición de libre desde el Al-Duhail, firmando hasta diciembre de 2024.
El 13 de diciembre de 2023 ingresó en el segundo tiempo para ganar con Estudiantes de La Plata la Copa Argentina 2023. El 5 de mayo de 2024 formó parte del banco de suplentes del Estudiantes que obtuvo la Copa de la Liga Profesional 2024, siendo titular en 10 de los 17 partidos disputados por el equipo.
El 21 de diciembre de 2024 integró el banco de suplentes del equipo que obtuvo el Trofeo de Campeones de la Liga Profesional 2024, en el triunfo de Estudiantes de La Plata ante Vélez Sarsfield por 3-0 en el Estadio Único Madre de Ciudades de Santiago del Estero.
Con este último título, Fernández se convirtió en el futbolista de Estudiantes de La Plata que más títulos (5) ganó en la institución durante el siglo XXI.

## Selección nacional

#### Selección sub-20
Disputó el Campeonato Sudamericano Sub-20 de 2009 en Venezuela. Solo jugó 2 partidos, uno en la primera ronda frente a Colombia y el otro en el último partido de la fase final ante el mismo seleccionado.

#### Selección mayor
Su primera citación llegó el 15 de noviembre de 2010 cuando Sergio Batista lo convocó para entrenarse en el predio de Ezeiza teniéndolo en cuenta como parte de la selección local. También jugó 1 partido de eliminatorias y 2 amistosos, donde en 1 de ellos, contra Brasil, convirtió 1 gol, de cabeza, el primero en la selección.
Tras la llegada de Alejandro Sabella a la dirección técnica de la selección nacional, luego de la Copa América 2011, Fede se afianzó en la defensa titular de la selección argentina, de cara al Mundial 2014, jugando hasta la fecha 9 partidos desde el arranque en estas eliminatorias, conformando la dupla central junto a Ezequiel Garay.
| Selección | Año   | Amistoso | Amistoso | Eliminatorias | Eliminatorias | Mundial | Mundial | Total | Total |
| Selección | Año   | PJ       | G        | PJ            | G             | PJ      | G       | PJ    | G     |
| --------- | ----- | -------- | -------- | ------------- | ------------- | ------- | ------- | ----- | ----- |
| Argentina | 2011  | 4        | 1        | 1             | 0             | -       | -       | 5     | 1     |
| Argentina | 2012  | 4        | 1        | 5             | 0             | -       | -       | 9     | 1     |
| Argentina | 2013  | 4        | 0        | 5             | 0             | -       | -       | 9     | 0     |
| Argentina | 2014  | 5        | 1        | -             | -             | 4       | 0       | 9     | 1     |
| Total     | Total | 17       | 3        | 11            | 0             | 4       | 0       | 32    | 3     |

#### Participaciones con la selección
| Torneo                                 | Sede      | Resultado    |
| -------------------------------------- | --------- | ------------ |
| Campeonato Sudamericano Sub-20 de 2009 | Venezuela | Sexto puesto |
| Copa Mundial de Fútbol de 2014         | Brasil    | Subcampeón   |

## Clubes

### Estadísticas
Actualizado al último partido disputado el 13 de diciembre de 2024.
| Estudiantes de La Plata | 1.ª                 | 2008-09             | 14  | 2  | 0  | 0 | 4  | 0 | 18  | 2  |
| Estudiantes de La Plata | 1.ª                 | 2009-10             | 13  | 1  | 0  | 0 | 4  | 0 | 17  | 1  |
| Estudiantes de La Plata | 1.ª                 | 2010-11             | 33  | 1  | 0  | 0 | 11 | 2 | 44  | 3  |
| Estudiantes de La Plata | 1.ª                 | 2023                | 0   | 0  | 11 | 1 | 0  | 0 | 11  | 1  |
| Estudiantes de La Plata | 1.ª                 | 2024                | 11  | 0  | 13 | 0 | 3  | 0 | 27  | 0  |
| Estudiantes de La Plata | Total club          | Total club          | 71  | 4  | 24 | 1 | 22 | 2 | 117 | 7  |
| Napoli | 1.ª                 | 2011-12             | 16  | 0  | 1  | 0 | 2  | 2 | 19  | 2  |
| Napoli | 1.ª                 | 2012-13             | 2   | 0  | 2  | 0 | 5  | 0 | 9   | 0  |
| Napoli | 1.ª                 | 2013-14             | 26  | 0  | 4  | 0 | 6  | 0 | 36  | 0  |
| Napoli | Total club          | Total club          | 44  | 0  | 7  | 0 | 13 | 2 | 64  | 2  |
| Getafe | 1.ª                 | 2012-13             | 14  | 1  | 0  | 0 | 0  | 0 | 14  | 1  |
| Getafe | Total club          | Total club          | 14  | 1  | 0  | 0 | 0  | 0 | 14  | 1  |
| Swansea City | 1.ª                 | 2014-15             | 28  | 0  | 4  | 0 | 0  | 0 | 32  | 0  |
| Swansea City | 1.ª                 | 2015-16             | 32  | 1  | 0  | 0 | 0  | 0 | 32  | 1  |
| Swansea City | 1.ª                 | 2016-17             | 27  | 0  | 2  | 0 | 0  | 0 | 29  | 0  |
| Swansea City | 1.ª                 | 2017-18             | 30  | 1  | 4  | 0 | 0  | 0 | 34  | 1  |
| Swansea City | 1.ª                 | 2018-19             | 1   | 0  | 0  | 0 | 0  | 0 | 1   | 0  |
| Swansea City | Total club          | Total club          | 118 | 2  | 10 | 0 | 0  | 0 | 128 | 2  |
| Newcastle United | 1.ª                 | 2018-19             | 19  | 0  | 3  | 0 | 0  | 0 | 22  | 0  |
| Newcastle United | 1.ª                 | 2019-20             | 32  | 2  | 3  | 0 | 0  | 0 | 35  | 2  |
| Newcastle United | 1.ª                 | 2020-21             | 24  | 0  | 1  | 0 | 0  | 0 | 25  | 0  |
| Newcastle United | 1.ª                 | 2021-22             | 7   | 0  | 0  | 0 | 0  | 0 | 7   | 0  |
| Newcastle United | Total club          | Total club          | 82  | 2  | 7  | 0 | 0  | 0 | 89  | 2  |
| Elche C. F. | 1.ª                 | 2022-23             | 1   | 0  | 0  | 0 | 0  | 0 | 1   | 0  |
| Elche C. F. | Total club          | Total club          | 1   | 0  | 0  | 0 | 0  | 0 | 1   | 0  |
| Al-Duhail | 1.ª                 | 2022-23             | 4   | 1  | 2  | 0 | 3  | 0 | 9   | 1  |
| Al-Duhail | Total club          | Total club          | 4   | 1  | 2  | 0 | 3  | 0 | 9   | 1  |
| Total en su carrera | Total en su carrera | Total en su carrera | 334 | 10 | 50 | 1 | 38 | 4 | 422 | 15 |
| (1) Incluye Copa Argentina, Supercopa Argentina, Copa de Italia, Copa del Rey y FA Cup. (2) Incluye Copa Libertadores, Copa Sudamericana, Liga Europa de la UEFA y Liga de Campeones de la UEFA. |                     |                     |     |    |    |   |    |   |     |    |

## Palmarés

### Campeonatos nacionales
| Título                     | Equipo                  | País      | Año     |
| -------------------------- | ----------------------- | --------- | ------- |
| Primera División           | Estudiantes de La Plata | Argentina | 2010    |
| Copa Italia                | S. S. C. Napoli         | Italia    | 2011-12 |
| Copa Italia                | S. S. C. Napoli         | Italia    | 2013-14 |
| Copa Príncipe de la Corona | Al-Duhail               | Catar     | 2023    |
| Qatar Stars League         | Al-Duhail               | Catar     | 2023    |
| Copa de las Estrellas      | Al-Duhail               | Catar     | 2023    |
| Copa Argentina             | Estudiantes de La Plata | Argentina | 2023    |
| Copa de la Liga            | Estudiantes de La Plata | Argentina | 2024    |
| Trofeo de Campeones        | Estudiantes de La Plata | Argentina | 2024    |

### Campeonatos internacionales
| Título            | Equipo                  | Sede           | Año  |
| ----------------- | ----------------------- | -------------- | ---- |
| Copa Libertadores | Estudiantes de La Plata | Belo Horizonte | 2009 |